# UFC Fight Night: Pezão vs. Mir
UFC Fight Night: Pezão vs. Mir foi um evento de artes marciais mistas promovido pelo Ultimate Fighting Championship, ocorrido em 22 de fevereiro de 2015 no Ginásio Gigantinho na cidade de Porto Alegre, Brasil.

## Background
Este será o primeiro evento no estado do Rio Grande do Sul e iria contar como luta principal o combate entre o ex-desafiante ao Cinturão Meio Pesado do UFC, Glover Teixeira e o ex-campeão da categoria no UFC, Rashad Evans. Mas devido a uma lesão do brasileiro, o main event passou a ser entre os pesados Antônio Pezão e o norte-americano Frank Mir.

## Bônus da Noite
- Luta da Noite: O prêmio não foi dado à nenhuma luta
- Performance da Noite:  Frank Mir,  Sam Alvey,  Marion Reneau e  Matt Dwyer